# Flop
Flop è un termine inglese, equivalente all'italiano fiasco, che indica un qualcosa che ha ottenuto molto meno successo di quanto ci si aspettasse inizialmente.
Genericamente il termine indica anche un obiettivo non raggiunto, un fallimento.

## Caratteristiche
Sebbene nell'accezione più comune col termine flop si intenda un insuccesso commerciale, può anche indicare un insuccesso d'immagine. Le principali cause di un flop possono essere ricondotte a:
- caratteristiche del prodotto, benché in sé valide, non gradite al pubblico;
- caratteristiche del prodotto effettivamente scadenti o poco apprezzabili;
- fenomeni di moda, sia relativi alla marca che al tipo prodotto;
- scarsa pubblicità;
- problemi d'immagine del produttore (anche derivanti da prodotti precedenti);
- tentativo non riuscito, da parte di un'intera industria di settore, di aprirsi nuovi mercati creando prodotti prima inesistenti ed iniziando una moda.

Il termine flop è tipico del mondo dello spettacolo, ma la sua presenza in ambito economico e commerciale è corrente. I fiaschi più famosi possono arrivare a diventare parte della cultura di intere generazioni, sotto forma di luogo comune. Chi si occupa di analisi degli insuccessi trova nei flop materiale di studio dal quale tenta di ricavare regole generali di buona condotta manageriale o produttiva, basate sul non replicare i comportamenti di chi si è reso protagonista del fiasco. Un caso che ha fatto storia è quello relativo al fallimento dell'azienda Osborne Computer Corporation.
Esistono molti esempi di fiaschi in ambito commerciale. Ad esempio le autovetture Fiat Duna ed Alfa Romeo Arna riscossero un successo inferiore alle attese in quanto avevano caratteristiche oggettivamente poco apprezzabili (estetica, finiture, qualità costruttiva), mentre la Renault 14, benché venduta in poco meno di un milione di esemplari, fu un flop d'immagine, in quanto aveva caratteristiche in sé valide ma non apprezzate dal pubblico. In campo automobilistico, tentativi di offrire prodotti dal design particolarmente avveniristico e/o insolito possono, talvolta, rivelarsi grossi insuccessi: è il caso della Renault Avantime, che tentava di unire una carrozzeria monovolume con una coupé, il cui insuccesso portò alla chiusura dell'ultimo stabilimento Matra, che l'aveva prodotta.
Nei casi più gravi, tuttavia, il flop può anche essere determinato da difetti molto precisi, così importanti da rendere il prodotto indesiderabile e inaffidabile (MS-DOS 4.0, sistema operativo con gravi problemi di funzionamento) o addirittura pericoloso (numerosi farmaci ritirati dal commercio a causa degli effetti collaterali).

## Nel cinema

### Cause esterne
Occasionalmente un film può rivelarsi un flop per motivi estranei al film in sé, spesso dipendenti dall'epoca del suo rilascio, come nel caso del fallimento commerciale di Intolerance, il film di David Wark Griffith che seguì Nascita di una nazione. A causa di continui ritardi nella produzione, il film non venne rilasciato prima della fine del 1916, in un momento in cui il messaggio pacifista del film ben poco si addiceva allo spirito del momento, essendo gli Stati Uniti prossimi all'ingresso nella prima guerra mondiale.
Un altro significativo esempio di cause esterne che hanno causato il fallimento economico di un film è avvenuto per il docudrama del 2015 sulla FIFA United Passions, il quale ricevette anche una forte stroncatura dalla critica. Il film venne rilasciato nelle sale degli Stati Uniti nello stesso periodo in cui i vertici della FIFA erano sotto indagine per frode e corruzione, e la situazione, unita ad una generale indifferenza culturale e storica per il calcio nel Paese, portò il film a incassare solo 918 dollari nel primo weekend di programmazione, rivelandosi uno dei più bassi incassi di tutti i tempi.
Spesso alcuni film possono rivelarsi flop commerciali quando rilasciati in contemporanea a gravi catastrofi, come avvenuto durante la seconda guerra mondiale, o per gli attacchi terroristici dell'11 settembre 2001 o per la pandemia di COVID-19 del 2020.

### Film ad alto budget
Nella storia della cinematografia, così come sono presenti grandi successi al botteghino, vi sono anche veri e propri insuccessi. In certi casi il flop di una singola pellicola comporta pesanti indebitamenti, talvolta fino alla bancarotta, per le case di produzione: è accaduto con la RKO (Il conquistatore), la United Artists (I cancelli del cielo), la Carolco Pictures (Corsari, entrato nel Guinness dei primati come maggior flop cinematografico della storia) e diverse altre. In tempi recenti il flop del film Milo su Marte, film d'animazione del 2011, ha portato al fallimento della ImageMovers Digital.
Il flop cinematografico da un punto di vista commerciale si verifica quando il film non riesce a pareggiare nell'incasso il budget complessivo e può essere dettato, tra gli altri fattori, dagli elevati costi di produzione nonostante dei discreti guadagni al botteghino. Il già citato I cancelli del cielo del 1980, a causa di ritardi nella produzione, portò il proprio budget da 12 milioni di dollari a 44, per poi incassarne appena 3,5 milioni. Similmente avvenne per Sahara, film del 2005, il cui incasso al botteghino di 119 milioni di dollari, anche se buono in termini assoluti, non ha coperto che la metà del suo budget, di 281,2 milioni di dollari.
Nel rapporto tra spese di produzione e incasso, il film di più basso introito è stato Le avventure di Stanley, costato 23.500.000$ e che ne ha incassati appena 71.368$, pari allo 0,3% del budget. Con una perdita del 99,7% il film detiene il triste primato di film flop con il più basso introito.
Un altro flop cinematografico degno di menzione è Solo: A Star Wars Story, il primo film della famosa saga di fantascienza a diventare ufficialmente un flop al botteghino. La saga di Star Wars è il secondo franchise cinematografico più redditizio della storia, dietro solo al Marvel Cinematic Universe, e si noti, per di più, che cinque film della saga figurano tra i film col maggior incasso di tutti i tempi (l'eponimo Star Wars divenne addirittura il maggiore incasso della storia del cinema nel 1977 e Il risveglio della Forza è tra i 10 maggiori incassi rivalutati con il tasso d'inflazione). Malgrado le positive recensioni e anche una candidatura agli Oscar, Solo, costato secondo le stime non meno di 275 milioni di dollari, non arrivò a incassarne 400, mancando il punto di pareggio di oltre 100 milioni e causando l'abbandono da parte della Lucasfilm del progetto spin-off Star Wars Anthology; contribuisce forse ad amplificare il fallimento il fatto che il precedente spin-off, Rogue One: A Star Wars Story, era costato di meno e aveva superato il miliardo di dollari al botteghino.

### Film indipendenti
Tra i film  a basso budget (inferiore ai 2.000.000 di dollari) ad aver ottenuto enormi insuccessi vanno segnalati: Zyzzyx Road, interpretato da Tom Sizemore e Katherine Heigl, di produzione statunitense che, costato 1,2 milioni di dollari, ha guadagnato appena 30$, per un totale di soli sei biglietti venduti; il film britannico Offending Angels, costato 70.000 sterline, ebbe un guadagno inferiore alle 100£; un film statunitense del 2011 chiamato The Worst Movie Ever! (letteralmente: Il peggiore film di sempre!), costato 1000$, ebbe un solo biglietto venduto, per un totale di 11$. Tutti questi film hanno però in comune l'essere stati proiettati in una sola sala, spesso per pochi giorni (da uno a sei), ed il non aver avuto promozione pubblicitaria.